# Acalypha delicata
Acalypha delicata är en törelväxtart som beskrevs av Cardiel. Acalypha delicata ingår i släktet akalyfor, och familjen törelväxter. Inga underarter finns listade i Catalogue of Life.